# تپه نادر (مشهد)
تپه نادر روستایی در دهستان آبروان بخش رضویه شهرستان مشهد استان خراسان رضوی ایران است.

## جمعیت
بر پایه سرشماری عمومی نفوس و مسکن در سال ۱۳۹۵ جمعیت این روستا ۳۶ نفر (۱۲خانوار) بوده‌است.